# Піари

Піа́ри, Піяри — католицький чернечий орден, який займається навчанням юнацтва (Ordo Clericorum Regularium Pauperum Matris Dei Scholarum Piarum); рідше їх називали піаристами. Орден заснував Йосип де Каласанс. Статут затвердив Папа римський Григорій XV 1621 чи 1622 року. Мета братства — християнське виховання юнацтва в школах. Назва ордену походить від школи, запровадженої творцем ордена, яку називали Schola pia («набожна школа»).
Піари прославилися у другій половині XVIII століття, коли вони очолювали колегії і семінарії і були професорами відомих університетів.

## В Україні
1641 року польський король Владислав IV Ваза звернувся до засновника ордена з проханням надіслати піарів для шкіл в Польщі, де вони й облаштувалися з 1642 року.
1665-го була засновано Польська провінція піарів, в 1695 — литовська віце-провінція. В зв'язку із зростанням монастирів і ченців у 1736 було засновано литовську провінцію піарів.
При всіх піарських монастирях діяли колегії.
У 1831–1842 роках царська влада Росії закрила всі піарські монастирі і школи в Білорусі та Литві, в 1863 у Польщі.
3 2021 року триває процес їхнього відновлення в Україні.

## Вшанування
Вулиця у Львові (тепер Некрасова).